# Armin Hofmann

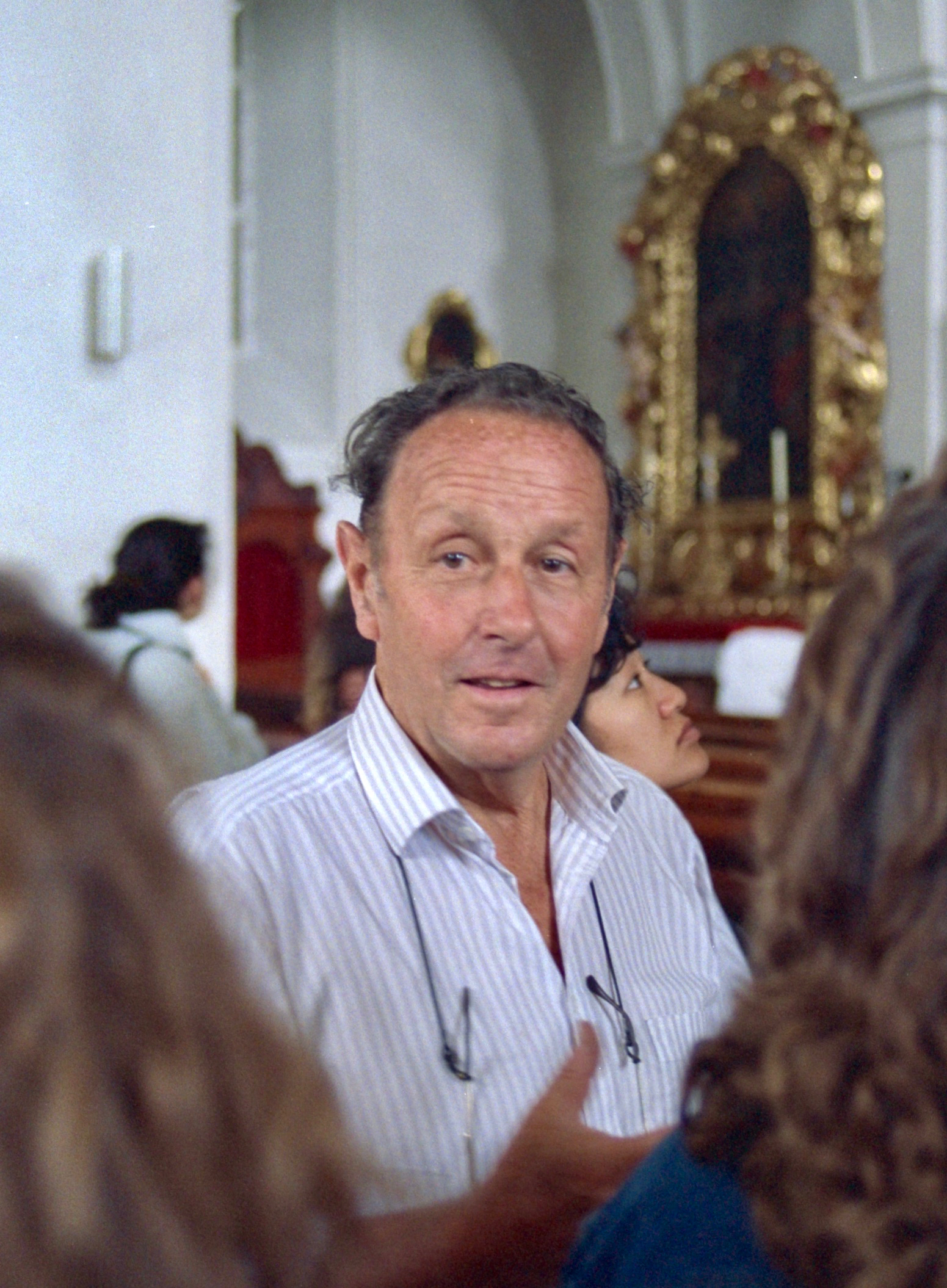
Armin Hofmann mit Studenten des Brissago-Sommerkurses zu Besuch im Kloster Disentis, 1989

Armin Hofmann (* 29. Juni 1920 in Winterthur; † 18. Dezember 2020 in Luzern) war ein Schweizer Grafikdesigner und einflussreicher Kunstpädagoge.

## Leben und Werk
Armin Hofmann machte nach dem Besuch des gestalterischen Vorkurses an der Kunstgewerbeschule Zürich von 1938 bis 1942 eine Lehre als Lithograf in Winterthur. Anschliessend arbeitete er als Lithograf bei Frobenius in Basel und als Grafiker im Atelier Fritz Bühler. 
1947 wurde er Dozent an der Fachklasse für Grafik an der kunstgewerblichen Abteilung der Allgemeinen Gewerbeschule Basel (ab 1980 Schule für Gestaltung Basel). Hier entwickelte er ein Unterrichtsverfahren für gestalterische Berufe. 1965 publizierte er ein entsprechendes Lehrmittel, das international Beachtung fand. 1967 wurde Hofmann Leiter der Fachklasse für Gebrauchsgrafik an der Gewerbeschule. Im folgenden Jahr gründete er zusammen mit Emil Ruder die Weiterbildungsklasse für visuelle Gestaltung. Daneben nahm Hofmann verschiedene Gastprofessuren an internationalen Schulen wahr, unter anderem am Philadelphia College of Art, am National Institute of Design in Ahmedabad und an der Yale University. 
Zwischen 1974 und 1996 leitete Hofmann zudem einen internationalen Sommerkurs für Grafikdesigner in Brissago. Zu seinen Schülerinnen und Schülern zählen u. a. Karl Gerstner, April Greiman, Jörg Hamburger, Reinhart Morscher, Georg Staehelin, Thérèse Moll, Nelly Rudin und Barbara Stauffacher Solomon.
Neben seiner Lehrtätigkeit war Hofmann als praktischer Grafiker tätig. Er schuf über 100 Plakate, vornehmlich für Basler Kulturinstitutionen wie das Gewerbemuseum, das Stadttheater und die Kunsthalle Basel sowie Briefmarken und verschiedenen Signete, u. a. für die Expo 64, den Basler Bach-Chor und die St. Jakobshalle.
Ein weiteres Tätigkeitsfeld waren Kunst-am-Bau-Arbeiten, wie seine «Betonbilder», bei denen er Bildstrukturen in Beton giessen liess. Viele dieser Betonarbeiten sind architektonische Bestandteile der Schule für Gestaltung Basel und auf dem Pausenhof sowie im Schulhaus öffentlich zugänglich.
Armin Hofmann war mehr als 60 Jahre mit der Zeichnerin und Grafikerin Dorothea Hofmann (* 9. Oktober 1929 - † 26. Juli 2023) verheiratet. Ab den 1970er-Jahren lebten sie in Luzern, dort verstarb Hofmann im Dezember 2020 im Alter von 100 Jahren.

## Auszeichnungen
- 1987: Ehrendoktor der Philadelphia University of the Arts
- 1988: Ehrenmitglied als HRD (Honorary Royal Designers) der Royal Society of Arts
- 1997: Kulturpreis der Stadt Basel
- 2011: AIGA Medal, American Institute of Graphic Arts[5]
- 2013: Grand Prix Design des Bundesamts für Kultur, Schweiz[6]

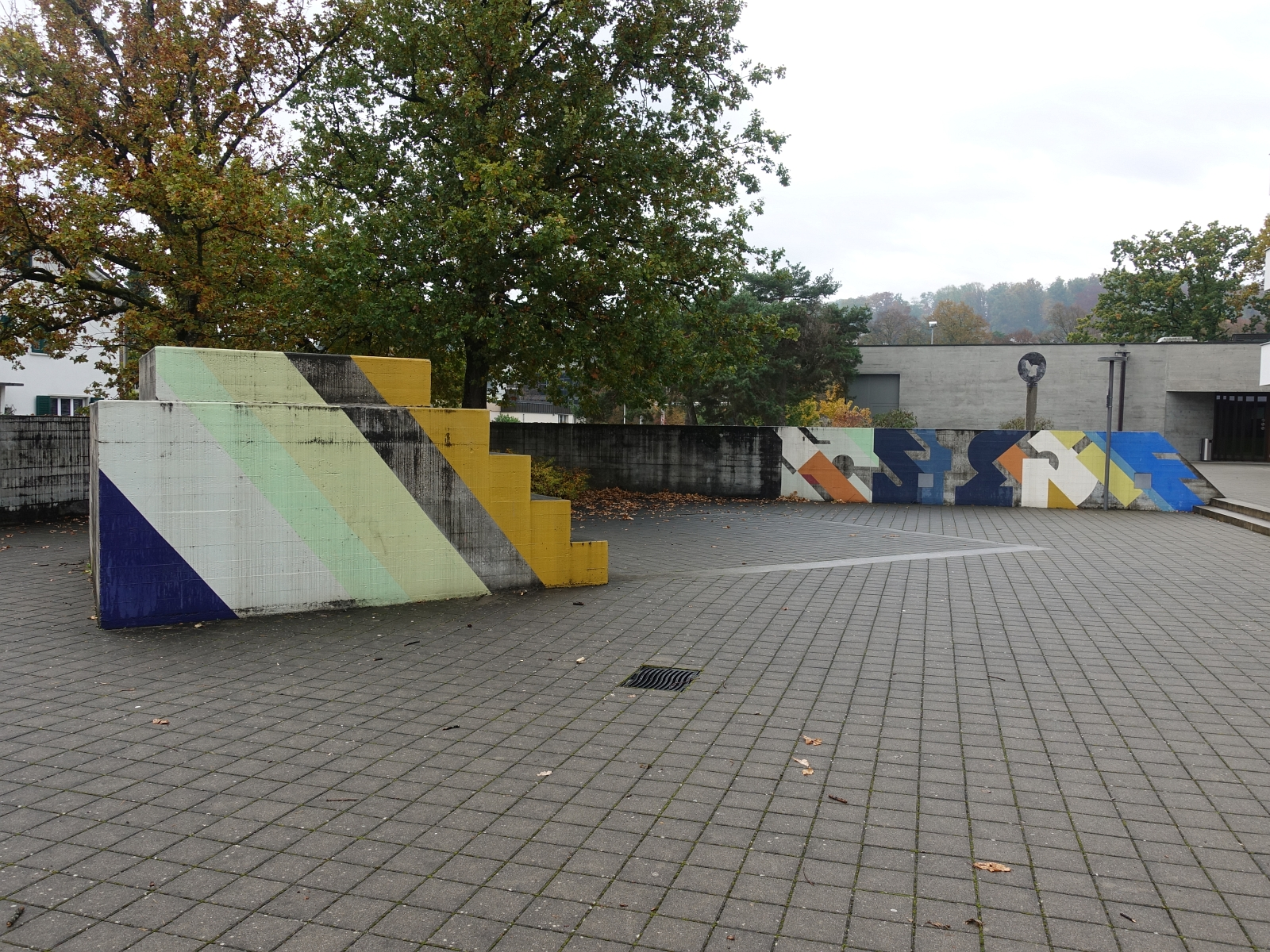
Sitzpyramide und Bemalung, 1968. Bachmatten Schulhaus, Reinach
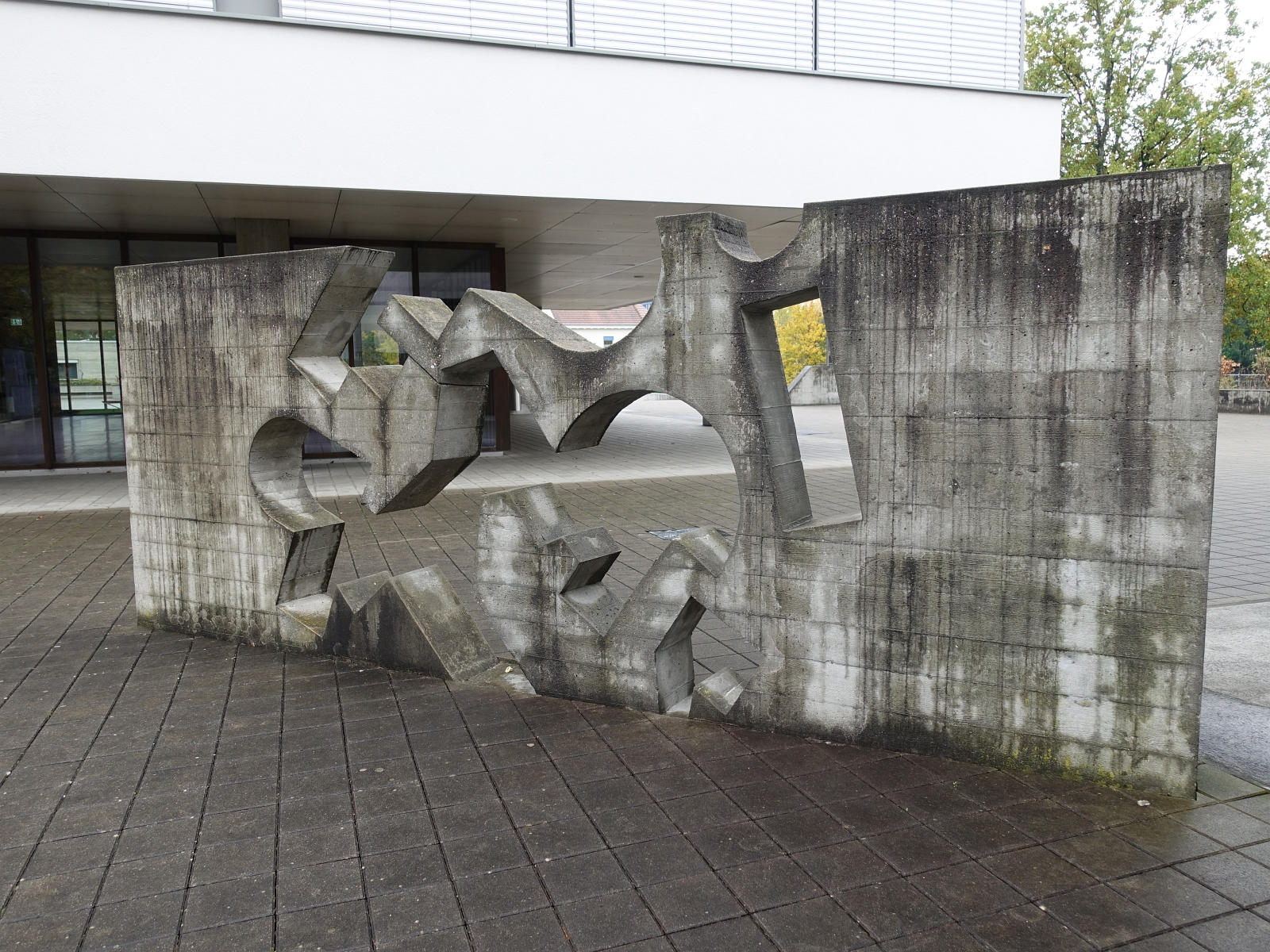
Betonbild, 1968. Bachmatten Schulhaus, Reinach
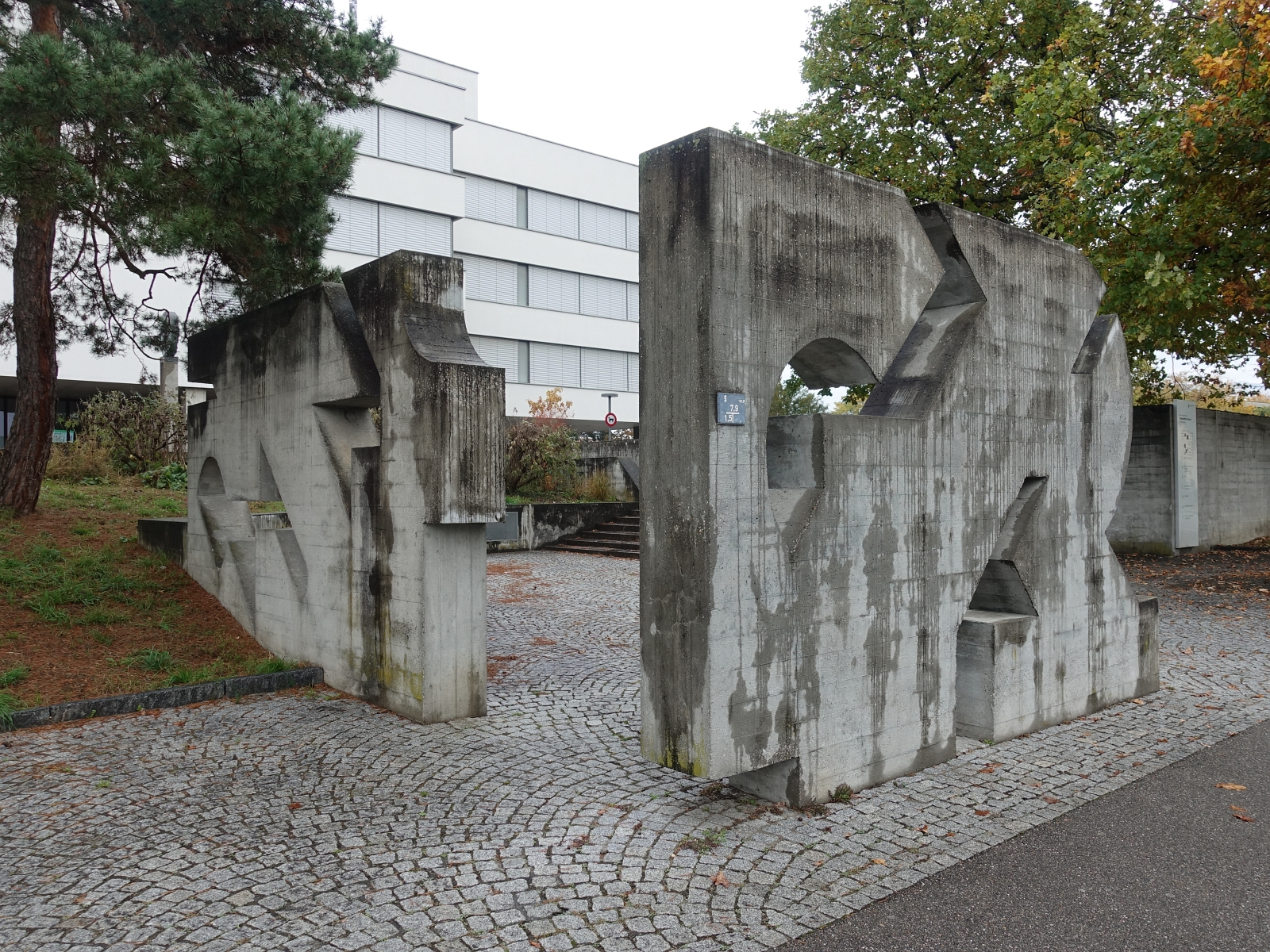
Betonbild, 1968. Bachmatten Schulhaus, Reinach
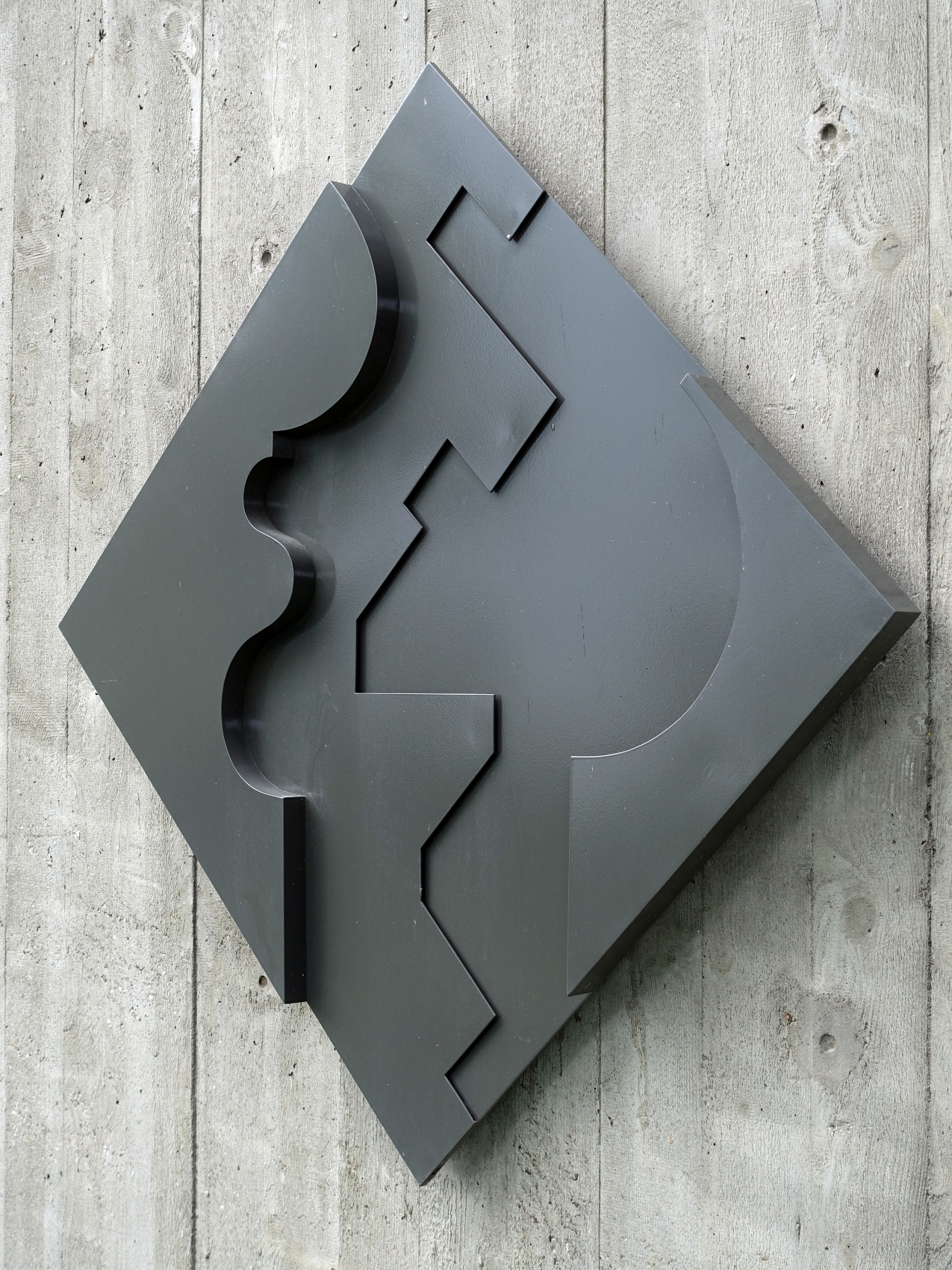
Relief 1961. Schule für Gestaltung, Basel
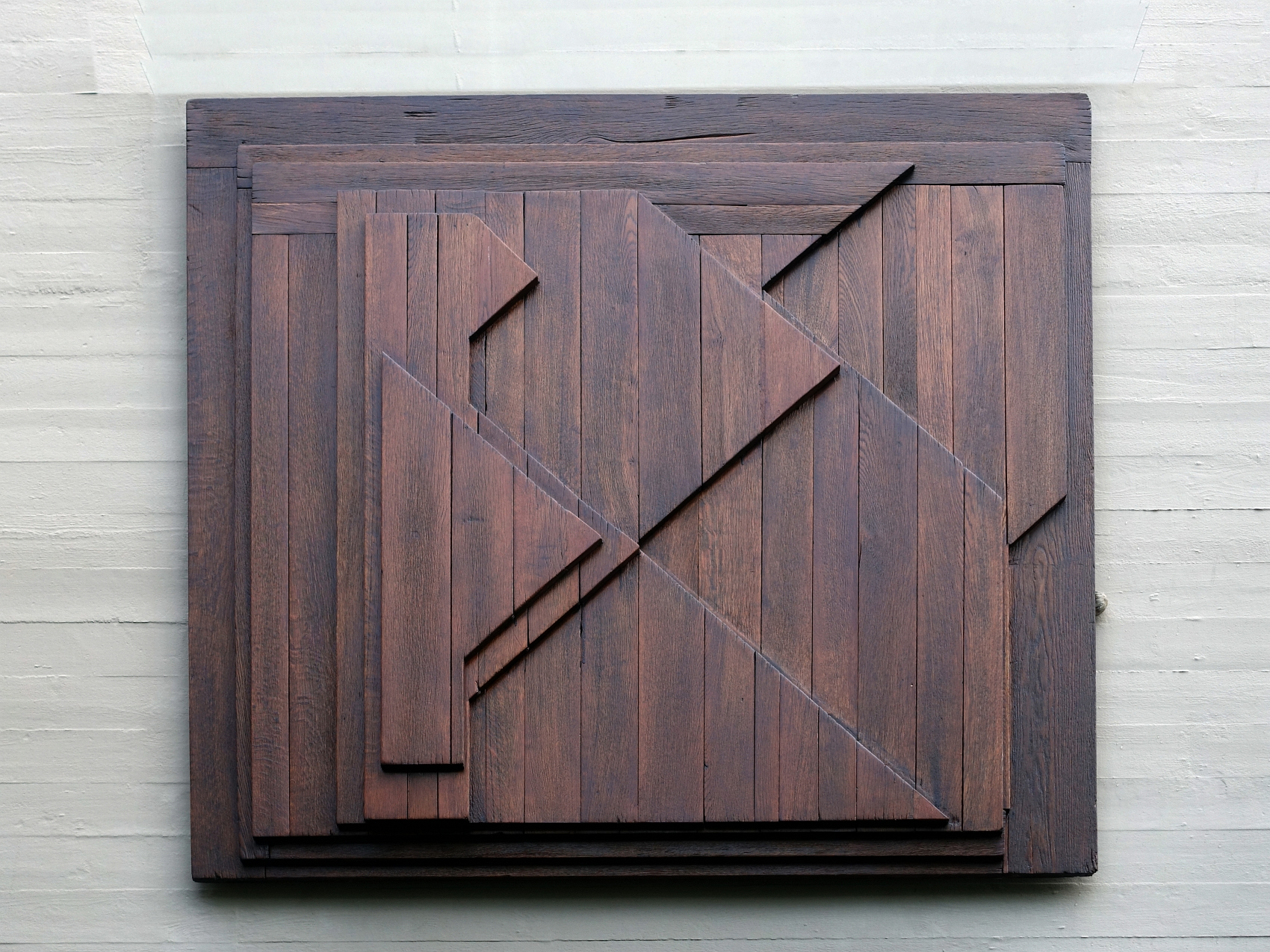
Relief 1961. Schule für Gestaltung, Basel